# قرية مهجورة (قصيدة)

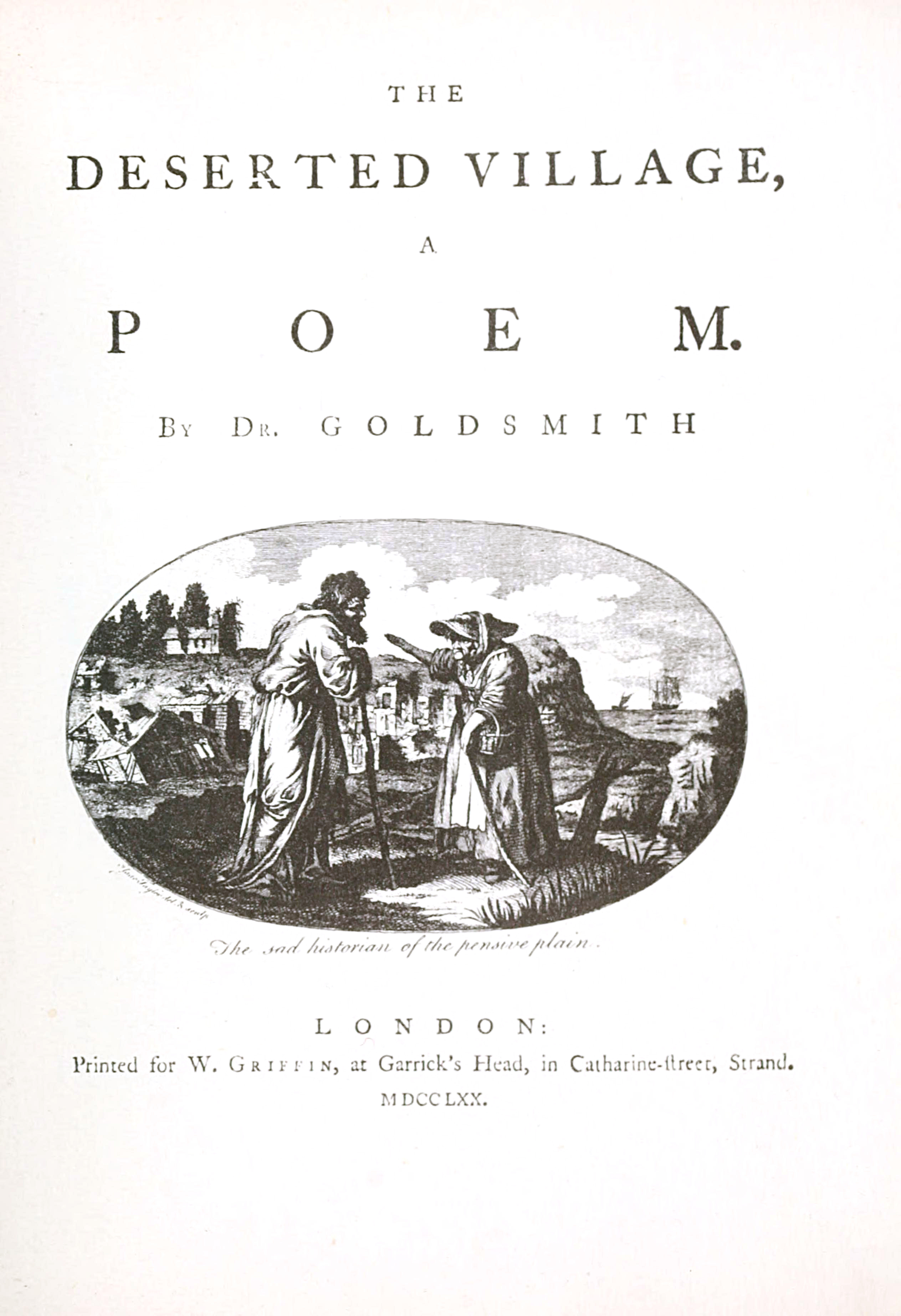
صفحة عنوان الطبعة الأولى

القرية المهجورة هي قصيدة لأوليفر جولد سميث نُشرت عام 1770. وهي عبارة عن عمل للتعليقات الاجتماعية، وتُدين الهجر في الريف والسعي وراء الثروة المفرطة.
موقع قرية القصيدة المهجورة غير معروف، لكن الوصف قد تأثر بذكرى جولدسميث لطفولته في أيرلندا الريفية، وأسفاره حول إنجلترا. تتم كتابة القصيدة في مقاطع بطولية، وتصف تراجع قرية وهجرة العديد من سكانها إلى أمريكا. في القصيدة، ينتقد الكاتب السكان في المناطق الريفية، والفساد الأخلاقي الموجود في المدن، والنزعة الاستهلاكية، والضميمة، والبستنة والمناظر الطبيعية، والجشع، والسعي وراء الثروة من التجارة الدولية. توظّف القصيدة، على حد تعبير أحد المنتقدين «غموضًا دقيقًا متعمدًا»، ولا تفسّر سبب هجر القرية. كانت القصيدة شائعة جدًا في القرنين الثامن عشر والتاسع عشر، ولكنها أثارت أيضًا استجابات نقدية، بما في ذلك من شعراء آخرين مثل جورج كرابي. وقد ظهرت الإشارات إلى القصيدة، ولا سيما تحذيرها المشئوم من «سوء الأرض» في عدد من السياقات الأخرى.

## الخلفية
نشأ جولد سميث في قرية ليزوي في أيرلندا. في ستينيات القرن التاسع عشر، سافر جولد سميث بشكل مكثّف حول إنجلترا، حيث زار العديد من المستوطنات الصغيرة. في هذه الفترة، كانت حركة السياج في أوجها.
قصيدة مخصصة للفنان السير جوشوا رينولدز. كان رينولدز وجولد سميث صديقين حميمين، وكلاهما كانا عضوين مؤسسين، جنبًا إلى جنب مع صموئيل جونسون، من مجتمع طعام يسمى النادي. ساعد رينولدز في ترويج مسرحية جولد سميث The Good-Natur'd Man للممثل والمخرج المسرحي ديفيد غاريك، وسهّل تعيين جولد سميث كمؤرخ للأكاديمية الملكية.